# 王飞 (赛艇运动员)
王飞（1988年7月12日—），中国女子赛艇运动员，2018年亚洲运动会女子四人单桨无舵手金牌得主、2019年世界杯波兹南站女子四人单桨无舵手银牌得主、2019年世界杯普罗夫迪夫站女子四人单桨无舵手铜牌得主。